# 무도리 (영화)
무도리는 2006년 공개된 대한민국의 영화이다.

## 배역
- 박인환 : 구봉기 역
- 최주봉 : 신해구 역
- 서희승 : 김방연 역
- 서영희 : 양미경 역
- 이희도 : 베르테르 역
- 오정세 : 외기러기 역
- 정희태 : 태원 역
- 강기화 : 슬기 역
- 황건 : 로미오 역